# Crudia mansonii
Crudia mansonii är en ärtväxtart som beskrevs av David Prain. Crudia mansonii ingår i släktet Crudia, och familjen ärtväxter. Inga underarter finns listade i Catalogue of Life.